# Чарли Лэйн
Чарли Лэйн (англ. Charlie Laine), настоящее имя — Тиффани Гард (англ. Tiffanie Gard; родилась 31 января 1984, Марион, Висконсин, США) — американская фотомодель и порноактриса.

## Биография
Чарли Лэйн бросила школу в возрасте 17 лет и, как только исполнилось 18 в 2002 году, начала свою карьеру в порноиндустрии. Она переехала во Флориду и работала там моделью до переезда обратно в Висконсин. Она разместила свой профиль на сайте модельного агентства, с ней сразу связались и предложили работать с журналами Hustler, Penthouse и Cheri.
Хотя она натуральная брюнетка, перекрашивается в красный цвет. Она не чувствует себя комфортно работая с мужчинами, поэтому работает только с другими девушками. Чарли заявила, что она является бисексуалом. Её любимыми женщинами для работы являются Рене Перес, Селеста Стар и Дженна Хейз.
В 2005 году она подписала контракт на один год с Metro Studios и Astrux Entertainment. В феврале 2006 года выиграла звание «Киска месяца».
В 2006 году она появилась на шоу Говарда Стерна. В 2007 году Лэйн участвует в нескольких мейнстрим-проектах. Она была соведущей для интернет ток-шоу «Almost Live with Gary Garver». Она также появилась в эпизоде «Fat Guy Nation», производимого National Lampoon.com. Потом ей сделали повторно предложение на выступление на шоу Говарда Стерна, где соревновались в World's Strongest Naked Women Contest.
В 2009 году Лэйн была нанята в качестве принимающей стороны Pay Per View опроса серии «Слишком много для телевидения». Она брала интервью у людей на улице о сексе и уговаривала их прийти в студию.
В 2010 году Чарли появилась в двух социальных рекламах организации «Свобода слова коалиции» на тему интернет-пиратства фильмов взрослого содержания.
По данным на 2020 год, Чарли Лэйн снялась в 459 порнофильмах.

## Награды и номинации
| Год  | Премия    | Номинация                         | Фильм                 | Результат |
| ---- | --------- | --------------------------------- | --------------------- | --------- |
| 2006 | Penthouse | Киска месяца                      |                       | Победа    |
| 2009 | AVN Award | Лучшая лесбийская сцена триолизма | Jack's Big Ass Show 7 | Номинация |